# Frank Stoker
Frank Stoker, właśc. Francis Owen Stoker (ur. 29 maja 1867 w Dublinie; zm. 8 stycznia 1939 tamże) – irlandzki tenisista, zwycięzca Wimbledonu 1890 i Wimbledonu 1893 w grze podwójnej.

## Kariera tenisowa
W turniejach tenisowych startował w latach 80. i 90. XIX w. Dwukrotnie został mistrzem Wimbledonu w konkurencji gry podwójnej, w latach 1890 i 1893 wspólnie z Joshuą Pimem, a w 1891 debel ten przegrał finał tego turnieju. Para Pim–Stoker odniosła również zwycięstwo w Irish Championships w latach 1890–1891 i 1893–1895.

### Finały w turniejach wielkoszlemowych

#### Gra podwójna (2–1)
| Końcowy wynik | Nr | Data | Turniej           | Nawierzchnia | Partner    | Przeciwnicy                       | Wynik finału            |
| ------------- | -- | ---- | ----------------- | ------------ | ---------- | --------------------------------- | ----------------------- |
| Zwycięzca     | 1. | 1890 | Wimbledon, Londyn | Trawiasta    | Joshua Pim | Ernest Lewis George Hillyard      | 6:0, 7:5, 6:4           |
| Finalista     | 1. | 1891 | Wimbledon, Londyn | Trawiasta    | Joshua Pim | Wilfred Baddeley Herbert Baddeley | 1:6, 3:6, 6:1, 2:6      |
| Zwycięzca     | 2. | 1893 | Wimbledon, Londyn | Trawiasta    | Joshua Pim | Ernest Lewis Harold Barlow        | 4:6, 6:3, 6:1, 2:6, 6:0 |